# アカシロクイナ
アカシロクイナ(赤白水鶏、学名：Laterallus leucopyrrhus) は、ツル目クイナ科に分類される鳥類の一種である。別名アカシロコガタクイナとも呼ばれる。

## 分布
ブラジル南部からアルゼンチン北部にかけて分布する。

## 形態
体長14-17cm。

## 生態
低地の開けた湿地に生息する。
1腹3個の卵を産む。飼育下では抱卵期間は24日で、雌雄協同で抱卵する。